# Sergio M. Alcocer
Sergio Manuel Alcocer Martínez de Castro (Ciudad de México, 7 de enero de 1963) es un ingeniero civil, profesor, investigador, funcionario universitario y estratega político mexicano. Fue presidente del Consejo Mexicano de Asuntos Internacionales (COMEXI) por dos periodos consecutivos (2021 a 2024).  Es presidente y fundador de la asociación civil México Exponencial,un centro de pensamiento y acción, prospectivo y estratégico, que impulsa de discusión y el análisis sobre el futuro de México.
Es egresado de la Facultad de Ingeniería de la Universidad Nacional Autónoma de México (UNAM) y doctor en Estructuras por la Universidad de Texas en Austin. Desde 1991 es investigador del Instituto de Ingeniería en la Coordinación de Ingeniería Estructural y pertenece al Sistema Nacional de Investigadoras e investigadores (SNII), en el que actualmente es nivel III.
Ha desempeñado varios cargos de alto nivel en la función pública, por ejemplo, fue director de Investigación del Centro Nacional de Prevención de Desastres (2000-2003), director del Instituto de Ingeniería de la UNAM (2003-2007), Secretario General de la UNAM (2007-2011), Subsecretario de Planeación Energética y Desarrollo Tecnológico de la Secretaría de Energía (2011-2012), Coordinador de Innovación y Desarrollo de la UNAM (2012) y Subsecretario para América del Norte de la Secretaría de Relaciones Exteriores (2013-2015).
Su quehacer académico se ha centrado en el estudio del comportamiento de estructuras de mampostería y concreto, así como en el desarrollo de criterios de diseño y rehabilitación basado en observaciones experimentales y estudios analíticos. Ha desarrollado criterios para la evaluación de la vulnerabilidad estructural y para recuperar la funcionalidad de estructuras dañadas por sismos. A raíz de los sismos de 2017 ocurridos en México, impulsó y participó activamente en la elaboración de dos normas del Reglamento de Construcción para el Distrito Federal: una sobre la revisión y dictamen de la seguridad estructural de las edificaciones y, otra, para la rehabilitación sísmica de edificios de concreto dañados por el sismo del 19 de septiembre de 2017.  
En el año 2021, tras el colapso de un tramo elevado de la Línea 12 del Sistema de Transporte Colectivo Metro, fue invitado como integrante del Comité Técnico de Refuerzo y Rehabilitación de la Línea 12, en el que ha contribuido a implantar procesos avanzados de análisis y diseño en la práctica.

## Trayectoria

### Estudios y grados académicos
Es egresado de la Facultad de Ingeniería de la UNAM (1986) donde se tituló con Mención Honorífica por la tesis Centro de Torsión de Edificios Obtenido Matricialmente, además de recibir el Diploma por aprovechamiento por haber obtenido el primer lugar de su generación y la medalla Gabino Barreda al mérito universitario por haber obtenido el promedio más alto (9.92) al término de los estudios de licenciatura.
Como becario del CONACYT obtuvo su doctorado en Estructuras por la Universidad de Texas en Austin (1991) titulado con la tesis Reinforced Concrete Frame Connections Rehabilitated by Jacketing.

## Cargos y nombramientos

### UNAM

#### Académico
Sergio M. Alcocer es investigador del Instituto de Ingeniería desde 1991. Asimismo, es profesor en el Posgrado de Ingeniería de la UNAM y profesor de tiempo parcial en la Universidad de Texas en San Antonio con la autorización del Consejo Técnico de la Investigación Científica de la UNAM. En 1991 ingresa al SNI como candidato y, desde 2022, es nivel III.
Como especialista en Ingeniería Estructural, ha desarrollado investigaciones sobre ensayos de elementos de concreto y de muros y edificios de mampostería confinada de hasta 5 niveles a escala reducida logrando dos patentes por un dispositivo externo de aplicación de masa inercial para ensayos en mesa vibradora y reconocimientos de artículos sobresalientes en revistas y congresos. Su investigación ha estado enfocada a mejorar el estado de la práctica del diseño y construcción de nuestro país, con énfasis en el desarrollo de requisitos para normas y reglamentos de construcción. En ello ha planteado una visión integral de la seguridad estructural que se logra mediante una ejecución uniforme y adecuada de las etapas de un proyecto (planeación, diseño, construcción, operación, mantenimiento, rehabilitación y demolición).
Tras los sismos del 2017, y con el fin de incrementar la seguridad y la resiliencia sísmica de la comunidad educativa de México, en el año 2021 elaboró una guía técnica de rehabilitación de escuelas, en la que se incluyen reglas técnicamente sólidas y aceptadas para rehabilitar los edificios escolares del país, la cual se complementa con tres documentos sobre una metodología de evaluación postsísmica de la seguridad estructural. Incluye la metodología, los conceptos básicos de evaluación del comportamiento sísmico de estructuras, así como un manual para su aplicación en campo.
Su trayectoria en el tema de estructuras y resiliencia sísmica es larga; ha impartido asignaturas y cursos sobre el comportamiento de elementos de concreto (1993-2010), diseño de estructuras de mampostería (2007 a la fecha) y rehabilitación sísmica de edificios (2020 a la fecha). Este último lo propuso ante la necesidad de contar con expertos en el tema para lograr la recuperación de la infraestructura dañada por fenómenos y cuya rehabilitación es factible.
En el Posgrado de Ingeniería, y en las facultades de Ingeniería y Arquitectura de la UNAM, así como en la Universidad de Texas y otras universidades públicas y privadas, asociaciones y colegios profesionales, ha impartido decenas de cursos de actualización y diplomados sobre los mismos temas.  Ha sido tutor de más de una veintena de tesis de licenciatura, 24 de maestría y dos de doctorado.

#### Académico-Administrativo
Desde el año 1991 y hasta el 2000, fue comisionado por la UNAM en el Centro Nacional de Prevención de Desastres (CENAPRED) para colaborar en el desarrollo de investigaciones con el Área de Ingeniería Estructural y Geotecnia. Fue director del Área y, como tal, del Laboratorio de Estructuras Grandes, de su equipamiento y operación.
También, en 1996 fue comisionado por el Instituto de Ingeniería de la UNAM para coordinar el proyecto de instalación, calibración y puesta en operación de la mesa vibradora, la cual se trata de un simulador de sismos, que es el más grande de su tipo en América Latina y uno de los mejores por su excelente fidelidad y desempeño. Esta mesa fue inaugurada en 1997 y quedó a su cargo para asegurar su operación.
Fue director de Investigación del CENAPRED (agosto de 2000 a abril de 2003), en donde encabezó los trabajos para la creación del Programa Especial de Prevención y Mitigación del Riesgo de Desastres (PEPYM, primer programa de su tipo en México), el Programa de Prevención ante Sismos (PRESISMO), Programa de Prevención y Mitigación de Riesgo de Inestabilidad de Laderas (MILADERA) y del Atlas Nacional de Riesgos. Asimismo, coordinó la investigación en el Laboratorio de Estructuras Grandes, único en América Latina.
Fue director del Instituto de Ingeniería (abril 2003 – noviembre 2007), desde donde impulsó la modernización del Instituto, promovió la vinculación con centros de investigación de primer nivel en países como Japón, Canadá, EE. UU., de la Unión Europea, Chile, Brasil, entre otros; recuperó y amplió el vínculo con diversas dependencias del sector público y privado con el fin de contribuir a la solución de los problemas nacionales que competen al Instituto, y mejoró la administración mediante la simplificación de trámites. Durante su gestión coordinó los festejos del 50 aniversario del Instituto y se estableció un Consejo Asesor Externo e hizo propuesta para el rejuvenecimiento de la planta académica. Además, impulsó el crecimiento de la planta física del Instituto, así como la modernización de la infraestructura de investigación.
Dejó la Dirección del Instituto para desempeñarse como secretario general de la UNAM (noviembre 2007 - abril 2011), invitado por el rector José Narro Robles, desde donde impulsó el Reglamento General de Estudios Universitarios (aprobado por el H. Consejo Universitario 2013) a fin de fortalecer las funciones sustantivas de la UNAM y establecer figuras y procesos de vanguardia, coordinó la modificación y actualización de 17 ordenamientos universitarios, la elaboración de cuatro nuevas versiones de ellos, la creación de cinco reglamentos y la derogación de dos más. También promovió y apoyó la creación de la Comisión Especial de Equidad de Género de la UNAM (2011). Inició los estudios sobre el envejecimiento de la planta académica para la identificación y definición de criterios y políticas para la jubilación digna del personal académico.
Puso en marcha el proyecto “Laboratorios de Ciencias para el Bachillerato” e impulsó la creación de la Coordinación General de Lenguas y, dentro de ella, el “Programa de Enseñanza del Inglés en la UNAM”. Creó la Dirección General de Cooperación e Internacionalización (DGECI), que concretó convenios y alianzas con 59 países.
Participó activamente en el diseño, coordinación y desarrollo del Programa para los Festejos de los 100 años de la UNAM.
Como coordinador de Innovación y Desarrollo (febrero – diciembre 2012), impulsó la innovación tecnológica, con sustento humanístico y social, al servicio de la academia y de la función social universitaria al desarrollar programas de emprendimiento y de primer empleo mediante cursos, ferias y encuentros de la comunidad universitaria con empresas del sector productivo, además del desarrollo y fortalecimiento de programas institucionales.
Desempeñar estos cargos de gestión en la UNAM le dieron un amplio conocimiento de su riqueza y diversidad, de la administración central, así como el aprecio por su historia y por su comunidad. También desarrolló las competencias y capacidades para realizar tareas de renovación y de planeación estratégica y la experiencia para trabajar en temas de vanguardia en la ciencia, la tecnología, las humanidades, las artes y la innovación.

#### Administración pública federal
Se desempeñó como subsecretario de Planeación Energética y Desarrollo Tecnológico de la Secretaría de Energía (abril de 2011 - enero de 2012), en donde instauró el modelo de los Centros Mexicanos de Innovación en Energía establecidos y operados conjuntamente por SENER y CONACYT, los Proyectos Integrales de Hidrocarburos y del programa de becas del sector. Bajo su liderazgo se inició el primer proyecto de despliegues masivos de energía solar para comunidades aisladas.
También fue subsecretario para América del Norte de la Secretaría de Relaciones Exteriores (enero de 2013 - julio de 2015), en donde demostró la capacidad de negociar exitosamente con los Estados Unidos de América y Canadá y, mediante la simplificación de trámites, una matrícula consular de nueva generación, la App MiConsulmex y la red consular de México en EE. UU., apoyó a la comunidad de mexicanos más grande en el exterior. Asimismo, incorporó a la agenda trilateral temas educativos, culturales, científicos y de innovación con la creación de la Red de Talentos Mexicanos.
Participó en la creación, planeación estratégica y operación del Diálogo Económico de Alto Nivel. Propuso la creación del Foro Bilateral de Educación Superior, Innovación e Investigación entre México y EE. UU. (FOBESII), también del FOBESII-Canadá; fue coordinador de los programas de capacitación en el exterior para estudiantes del nivel superior “Proyecta 100,000” y “Proyecta 10,000”. Actualizó los Planes Maestros y el desarrollo de infraestructura fronteriza. Planeación y operación de MUSEIC: Mexico-US Entrepreneurship & Innovation Council.

#### Otros cargos
El 1o de enero de 2023 asumió por un segundo periodo, la presidencia del Consejo Mexicano de Asuntos Internacionales (COMEXI), organización dedicada al estudio, análisis y diálogo sobre el acontecer internacional y global. Desde ahí ha encabezado a la Junta Directiva en el diseño e implantación de una estrategia de fortalecimiento del Consejo como centro de pensamiento estratégico; la estrategia incluye la definición de los grandes temas de las relaciones internacionales para México, un programa de comunicación, un programa de fortalecimiento de operación y otro de financiamiento. Ha participado en foros, webinarios y paneles sobre diplomacia, relaciones internacionales, la relación bilateral México-EE. UU., desarrollo y prospectiva.
En su gestión como presidente (2003 – 2004) de la Sociedad Mexicana de Ingeniería Estructural (SMIE) se sentaron las bases para su crecimiento y consolidación. Se cambió la imagen y se desarrolló una amplia campaña de comunicación. Se creó la categoría de miembros institucionales, así como de delegaciones y representaciones regionales. Se creó la serie de premios a la docencia, investigación y práctica profesional, así como a las mejores tesis de licenciatura y posgrado.
Durante su gestión en la Academia de Ingeniería (2014 – 2016), se cambió la imagen de la organización con miras a posicionarla como un centro de pensamiento estratégico en ingeniería. Se identificaron los Grandes Retos de la Ingeniería Mexicana y se organizaron programas multidisciplinarios para cada uno de ellos. Se establecieron los criterios técnicos y editoriales para el desarrollo de estudios estratégicos. Con el apoyo del CONACYT, se fortaleció la capacidad de ejecución de proyectos con incidencia en el país. Para fomentar el interés de jóvenes en la ingeniería, se organizaron tres Encuentros Nacionales de Jóvenes en la Ingeniería.  Se sentaron las bases para un Código de Ética para la Academia. Se fomentó la colaboración con academias de ingeniería de otros países, destacando la Royal Academy of Engineering y la US National Academy of Engineering.
Sergio M. Alcocer promovió la creación de la Alianza para la Formación e Investigación en Infraestructura para el Desarrollo de México (Alianza FiiDEM) para lograr la participación de las partes involucradas en la infraestructura (sectores público, privado y académico, así como colegios y sociedades técnicas) con objeto de definir y desarrollar proyectos de formación e innovación tecnológica en el sector. Arrancó en 2010 con 51 miembros fundadores[i]. En la actualidad, con el liderazgo de la UNAM, cuenta con 136 asociados. La Alianza es una agrupación única en México en donde las partes involucradas en un tema opinan y proponen políticas públicas y académicas para una mayor competitividad en un sector.

## Proyectos de investigación más recientes
- “Servicio de asesoramiento para apoyar la recuperación de la infraestructura escolar en México afectada por los sismos de septiembre de 2017”. Instituto Nacional de la Infraestructura Física Educativa y Banco Mundial. (2018). En colaboración con Muriá, D., Arce, J.C., Durán, R., Fernández, L., Ordaz, M., Arroyo, D., Jaime, M.A., Rodríguez, G., y Rodríguez, M.
- “Desarrollo de capacidades nacionales para aumentar la resiliencia sísmica de edificios de concreto y mampostería con un enfoque de diseño por desempeño”. Proyecto CONACYT-Fordecyt No. 297246 (2020). En colaboración con Muriá. D., Velázquez M., Guerrero, H., Fernández, L., Sánchez, A., Jara, M. y Carboney, J.A.
- “Acompañamiento técnico del proceso de rehabilitación sísmica de la infraestructura escolar de la Ciudad de México”. Instituto para la Seguridad de las Construcciones de la Ciudad de México, (2024). En colaboración con Valencia G. y Sánchez D.
- “Estudio experimental de columnas de concreto encamisadas con elementos metálicos”. Instituto para la Seguridad de las Construcciones de la Ciudad de México (2024).

## Asociaciones técnicas y gremiales
Academia de Ingeniería de México, AC
- Vicepresidente (junio de 2012 - junio de 2014)
- Presidente (junio de 2014 - junio de 2016)

Alianza para la Formación e Investigación en Infraestructura para el Desarrollo de México, AC (Alianza FiiDEM). Asociación civil no lucrativa que vincula a entidades gubernamentales, empresas, instituciones de educación superior (IES) y asociaciones profesionales para innovar y fortalecer las capacidades del sector infraestructura para el desarrollo de México creada por iniciativa de Sergio M. Alcocer
- Presidente del Consejo Directivo (mayo de 2010 - octubre de 2017)[6]

Colegio de Ingenieros Civiles de México, AC
- Vicepresidente de Prospectiva y Relaciones Gubernamentales (marzo de 2016 - marzo de 2020)
- Miembro del Consejo de Ética (julio de 2020 a la fecha)
- Director Técnico del 29 Congreso Nacional de Ingeniería Civil

Comité Asesor en Seguridad Estructural del Distrito Federal
- Miembro por invitación (febrero de 2007 a la fecha)
- Coordinador de los subcomités revisores de las Normas Técnicas Complementarias para Diseño y Construcción de Estructuras de Concreto del Reglamento de Construcciones para el Distrito Federal

Subcomité de revisión de las Normas Técnicas Complementarias
- Miembro por invitación (1997 a la fecha)
- Coordinador (2020 a la fecha)

Subcomité de revisión de las Normas Técnicas Complementarias para Diseño y Construcción de Estructuras de Mampostería del Reglamento de Construcciones para el Distrito Federal
- Miembro por invitación (1997 a la fecha)
- Coordinador (1999 – 2013)

Subcomité de revisión de las Normas Técnicas Complementarias para la Evaluación y Rehabilitación de Edificios Existentes del Reglamento de Construcciones para el Distrito Federal
- Coordinador (2020 a la fecha)

Comité Científico Asesor en Sismos y Resiliencia de la Ciudad de México
- Presidente (septiembre de 2018 a la fecha)

Organismo Nacional de Normalización y Certificación de la Construcción y Edificación, S.C. (ONNCCE)
- Vicepresidente del Comité Técnico (2002 – 2004)
- Presidente del Consejo Técnico (2004 -2006)

Fondo de Desarrollo Científico y Tecnológico para el Fomento de la Producción y Financiamiento de la Vivienda y el Crecimiento del Sector Habitacional
- Vocal del Comité Técnico (enero de 2017 – 2018)

Consejo Consultivo sobre Sismos y representante del Instituto de Ingeniería de la UNAM
- Secretario (septiembre de 2005 a la fecha)

Consejo de la Fundación ICA
- Miembro (julio de 2006 a la fecha)

Consejo de Fundación UNAM
- Miembro (marzo de 2016 a la fecha)[7]

México Exponencial, AC
- Fundador y miembro (noviembre de 2016 a la fecha)

Sociedad Mexicana de Ingeniería Estructural
- Vicepresidente Técnico Mesa Directiva (2001-2002)
- Presidente Mesa Directiva (2003-2004)
- Miembro del Patronato (2014 a la fecha)

Comisión para la Reconstrucción, Recuperación y Transformación de la Ciudad de México en una CDMX cada vez más Resiliente
- Subcomisionado para la Reconstrucción (octubre 2017 - septiembre de 2018)

En el Instituto Americano del Concreto ha sido presidente del Comité Técnico 374 Performance Based Seismic Design of Buildings (2004 – 2011), ha sido miembro de distintos comités técnicos y miembro de la Junta Directiva del Instituto Americano del Concreto (marzo de 2005 - abril de 2008) y, actualmente, es miembro de los siguientes comités:
- Comité 318 Building Code Requirements for Structural Concrete (2002 - 2014 y 2019 a la fecha)
- Subcomité 318-E (Resistencia de miembros y secciones) del comité 318 Building Code Requirements for Structural Concrete (2019 a la fecha)
- Subcomité 318-H (Requisitos sísmicos) del comité 318 Building Code Requirements for Structural Concrete, (2002 - 2014 y 2019 a la fecha)
- Subcomité 318-S (Traducción al español) del comité 318 Building Code Requirements for Structural Concrete, (2019 a la fecha)

Federación Internacional del Concreto
- Miembro por invitación del grupo de trabajo sobre anclaje y fijación en estructuras de concreto y mampostería (fib – Féderation Internationale du Béton) (1996 - 2014)
- Miembro por invitación del comité 2.2 sobre diseño por ensayes (1998 - 2014)
- Miembro por invitación del comité 5.1 sobre monitoreo y evaluación de la seguridad de estructuras existentes de concreto (1998 - 2014)
- Miembro correspondiente del grupo de trabajo 2.8 sobre seguridad y conceptos de desempeño (2015 – 2017)

Earthquake Engineering Research Institute (EERI)
- Primer miembro extranjero electo por votación para la Junta Directiva (2001 – 2003)[8]
- Presidente del Comité de Actividades Internacionales (2001 – 2008)
- Director de la International Association for Earthquake Engineering (IAEE)
- Miembro electo por votación para la Junta Directiva (2021 a la fecha).

## Distinciones, premios y reconocimientos
Ha recibido más de cien distinciones, premios y reconocimientos nacionales e internacionales.
- En 1999 recibió el reconocimiento como “Artículo Sobresaliente” al trabajo presentado en la Eighth North American Masonry Conference, Austin, Texas, EUA. Autores: Alcocer S.M. y Zepeda J.A. Título: “Behavior of Multi-Perforated Clay Brick Walls under Earthquake-Type Loading,” junio 1999.

- En 2001 recibió:
  - La Distinción Universidad Nacional Autónoma de México para Jóvenes Académicos en el área de innovación tecnológica y diseño industrial.
  - El Premio de Investigación, en el área de Investigación Tecnológica por parte de la Academia Mexicana de Ciencias.
  - La distinción de Fellow del Instituto Americano del Concreto por sus contribuciones sobresalientes en la producción o uso de materiales productos o estructuras de concreto en las áreas de educación, investigación, desarrollo, diseño, construcción o administración.
- En 2007 recibió el Premio de Ingeniería Estructural en la Vivienda de la Sociedad Mexicana de Ingeniería Estructural.
- En 2014 el Award of Distinction. The Consortium for North American Higher Education Collaboration.
- En 2015 fue nombrado exalumno distinguido de la Escuela de Ingeniería de la Universidad de Texas en Austin.
- En 2017:
  - Recibió el premio a la excelencia académica “Ingeniero José Manuel Covarrubias” de la Federación Mexicana del Colegios de Ingenieros Civiles [1].
  - El doctorado honoris causa en Ciencias por la Universidad de Arizona.
  - Fue aceptado como miembro extranjero en la Academia de Ingeniería de los Estados Unidos de América, siendo en ese momento el tercer mexicano vivo en obtener este logro.
- En dos ocasiones (2012 y 2019), el Colegio de Ingenieros Civiles de México le otorgó el premio José A. Cuevas por el mejor artículo técnico.
- En 2019 recibió:
  - La medalla Charles Whitney del Instituto Americano del Concreto [2].
  - El reconocimiento como “Artículo Sobresaliente” al trabajo presentado en la Thirteenth North American Masonry Conference, Salt Lake City, Utah, EUA. Autores: Alcocer, S.M. y Casas, N. Título: “Shake-Table Testing of a Small-Scale Five-Story Confined Masonry Building”, The Masonry Society, junio 2019.[9]
- En 2022 fue ganador de la Medalla “Roberto Meli Piralla”, recientemente instaurada por la Sociedad Mexicana de Ingeniería Sísmica.
- En 2023 se hizo acreedor al "Premio Nacional de Ingeniería Civil 2023,” que otorga el Colegio de Ingenieros Civiles de México, A.C.

## Publicaciones
Al año 2022, la producción académica de Sergio M. Alcocer comprende más de 50 artículos en revistas de alto impacto, 115 en congresos nacionales e internacionales, 48 informes técnicos, 23 normas y manuales, 18 libros y 23 capítulos de libro. En reuniones nacionales e internacionales ha presentado más de 300 conferencias invitadas, de las cuales 58 han sido magistrales.
- “México Exponencial: Una nueva óptica para construir el futuro” (2017)[10]
- “Rehabilitación sísmica de la infraestructura física educativa de México. Guía Técnica”. (2021)[11]
- “Evaluación postsísmica de la infraestructura física educativa de México. Volumen I Metodología” (2021)[12]
- “Evaluación postsísmica de la infraestructura física educativa de México. Volumen II Introducción al comportamiento sísmico de estructuras para fines de evaluación” (2021)[13]
- “Evaluación postsísmica de la infraestructura física educativa de México. Manual de campo” (2021).[14]
- “La UNAM: Compromiso con futuro” ISBN 978-607-05-0940-7 (julio, 2023).